# 서산 해미읍성
서산 해미읍성(瑞山 海美邑城)은 대한민국 충청남도 서산시 해미면 읍내리에 있는 옛 읍성이다. 1963년 1월 21일 대한민국의 사적 제116호로 지정되었다. 조선시대 건축된 성이지만 보존 상태가 상당히 양호하다. 서산시에서는 해미읍성을 이용한 축제와 관광 상품을 개발하고 있다. 매년 10월에 해미읍성 역사체험축제(서산해미읍성문화축제)를, 매년 4월부터 10월까지 해미읍성 전통문화공연을 개최하고 있다. 조선말기 천주교 박해당시 약 1천여 명 이상의 천주교 신자들이 순교당한 천주교 성지이기도 하다.

## 지명유래
해미라는 지명은 조선 태종 7년 1407년에 정해현(貞海縣)과 여미현(餘美縣)을 병합하면서 정해현에서 해(海)자를 따고 여미현에서 미(美)자를 가져와 해미(海美)로 부르기 시작하며 유래되었다. 고려 시대에 충청남도 서산 지역은 정해현, 여미현, 부성현, 지곡현이라는 4개 현으로 나누어져 있었다. 그중에 정해현은 현재의 서산시 해미면 지역에 해당된다. 고려 태조 왕건이 통일전쟁중에 한씨 성을 가진 몽웅역의 관리가 운주 전투에서 승리하며 나라에 큰 공을 세우자 그에게 대광(大匡) 벼슬을 주고 고구현(高丘縣) 땅을 분할하여 정해현을 설치하여 그의 관향으로 삼게 하였다. 여미현은 본래 백제의 여촌현(餘村縣)으로, 757년(경덕왕 16) 이름을 여읍(餘邑)으로 변경되었다가 고려 초 다시 여미(餘美)라 바뀌었다. 이 두지역이 병합되면서 해미현이라 불리게 된것이다. 1895년(고종 32) 행정 구역 개편 시 해미현이 해미군으로 변경되었다.

## 역사

### 군사적 요충지
1417년(태종 17년)에 축성을 시작하여 1414년(태종 14) 충청병마절도사영이 덕산(德山)에서 이곳으로 이설되었다. 1421년(세종 3년)에 축성이 완료되었다. 해미읍성은 원래 왜구의 출몰에 대응하기 위한 군사적 목적으로 건축되었는데, 충청도 병마절도사가 이 성에 주둔한 것도 그 때문이다. 세조때에 군사 제도가 진관체제(鎭管體制)로 개편되면서도 이 역할은 여전하여 충청도 지역의 주요 군사거점으로서 역할을 수행하였다.
1651년(효종 2년)에 병마절도사가 청주로 이전하면서 해미현 관아가 옮겨와 해미읍성이 되고, 문무를 겸한 겸영장이 배치되며 호서좌영으로 명칭이 바뀐 이후, 호서 지방 행정 중심지 역할을 하였다. 해미읍성이란 명칭도 이때 개명된 것으로 본래 이름은 '해미내상성'(海美內廂城)이었다.

### 문화재 지정과 복원
일제강점기였던 1914년에 군현제가 폐지되고 해미현이 서산군에 통합되면서 읍성은 폐지되었다. 폐지 이후 일제는 관아건물을 면사무소로, 객사를 학교로 사용했으며 청허정을 신사(神社)로 만들었다. 해방 후 1963년 1월 21일 사적 116호로 지정되었다. 1970년대부터 복원공사가 시작되었으며 성내 건물을 철거하고 동헌, 객사, 내아 등을 복원하였다. 2000년대부터 정비공사가 시작되었으며 성내 동헌, 객사, 내아 등을 정비하였고, 2004년부터 해미읍성 역사체험축제가 개최되기 시작하였다. 2014년 8월 17일 교황 프란치스코가 방문하여 해미순교성지 기념관 앞에서 열린 해미 순교자 3위의 기념비 제막식에 참석하였으며 제6회 아시아 청년대회 폐막 미사를 주례하였다.

### 해미읍성과 천주교
조선후기 실학자 다산 정약용은 1791년(정조 15) 신해박해 때 천주교도라는 모함을 받아 해미읍으로 유배를 왔었으나 정조의 비호로 10일만에 유배가 해제되어 돌아간적이 있다. 1801년대 순조 때 신유박해로부터 시작된 본격적인 천주교 박해는 1839년 기해박해, 1866년 병인박해, 병인양요, 1868년 남영군 분묘 도굴사건 이후 더욱 극심해진다. 조선 후기 충청도 서북 지역(내포지방 13개군현)의 군사와 치안을 함께 관장하던 해미진영(海美鎭營)은 이 지역의 천주교 신자들을 색출하고 처벌하는 임무도 맡고 있었다. 따라서 해당 지역의 천주교도들을 모두 잡아들여 해미읍성에서 처형하였다. 당시 처형된 천주교인들은 무려 1,000여명 이상 이었다고 전한다.

### 이순신의 부임
이순신은 1576년(선조 9년) 무과 급제하고 권관과 훈련원 봉사를 거쳐 세번째 관직으로 1579년(선조 12년)에 충청병마절도사의 군관으로 부임하여 해미읍성에서 10개월 간 근무하였다. 당시 전하는 기록에 의하면 '공은 구차하게 낮고 고달픈 자리에 있으면서도 자신의 뜻을 꺾고 남을 따른 적이 한번도 없었으며 상관인 주장에게 부정한 사실이 있으면 극진히 말하며, 이를 바로 잡았고, 청렴한 자세로 자신의 몸을 단속하면서 털끝만큼도 사적인 감정을 개입시키는 법이 없었다고 전한다.

## 구조
총 길이는 1,800m이며, 성벽 높이는 5m이다. 성벽 밖에 2m 깊이의 해자를 팠다. 북한산성, 남한산성, 삼년산성 등이 산에 쌓은 산성이라면, 진주성, 공산성, 사비성은 강을 낀 산에 건설되었는데 해미읍성은 평지에 타원형으로 지은 것이 특징으로 대략 달걀 모양과 비슷하다.

## 시설
- 관아문은 해미읍성의 호서좌영 관아 정문으로서 정면 3칸, 측면 2칸의 2층 문루형식의 건물로 아래층 3칸에 달아 그 문으로 통행하고 상층은 누각을 만든 전형적인 관아문 형식으로 구성되어 있으며, 남쪽 정가운데 있다하여 일명 진남문으로 불린다.
- 옥사는 1935년에 간행된 ⟪해미순교자약사⟫를 토대로 복원했으며 1790년부터 100여년간 수 많은 천주교 신자들을 국사범으로 규정하여 이 곳에서 투옥하였다.
- 객사는 관찰사 등의 귀빈이 숙박하던 곳이고, 동헌은 지방 관아로 해미읍을 관할하던 관아이다.
- 책실은 책과 문서를 보관하며 현감의 자제가 거처하던 곳이다.
- 청허정은 읍성 내 정자로 휴게실의 용도로 쓰였다.
- 민속가옥은 옥사 동쪽에 위치하고 있으며, 조선시대 부농, 서리(말단관리), 상인의 집을 재현하였다.
- 회화나무는 일명 호야나무라고 불리며 충청남도 지정 기념물 제172호로 수령300년 이상 추정되며, 1866년 병인박해 때 천주교 신자들을 이 나무에 매달아 고문했다고 전해진다.

## 사진

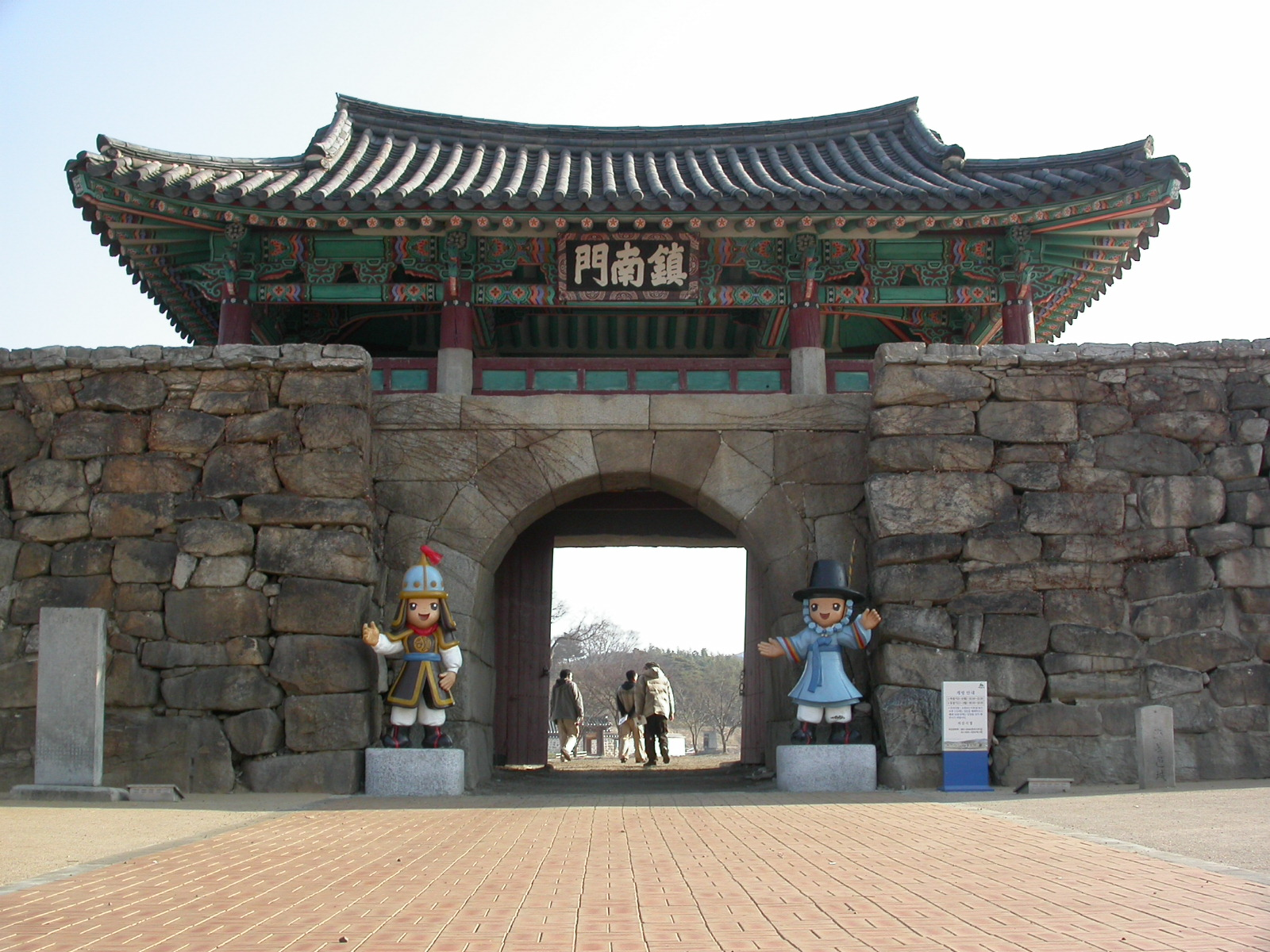
진남문
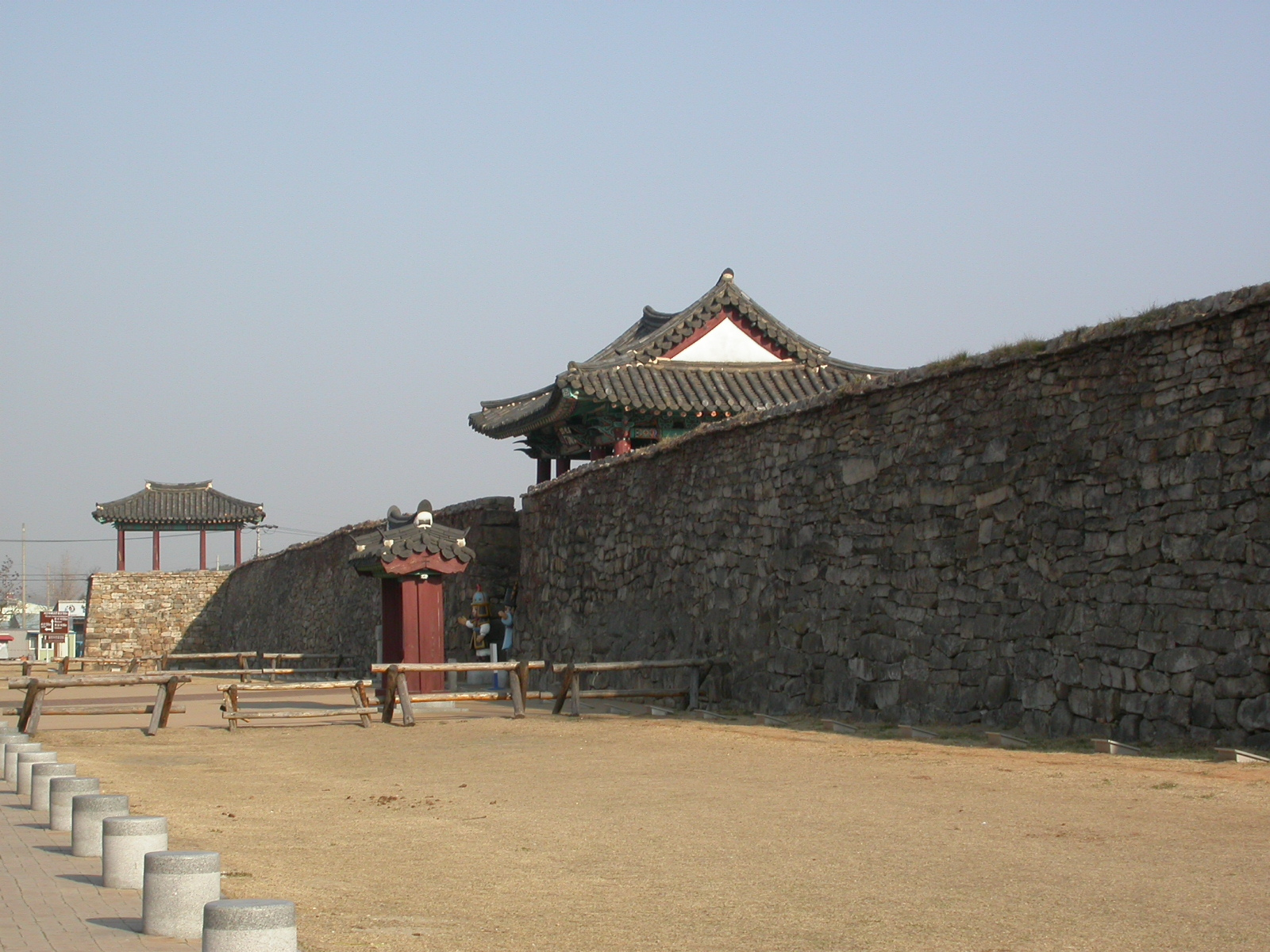
성벽
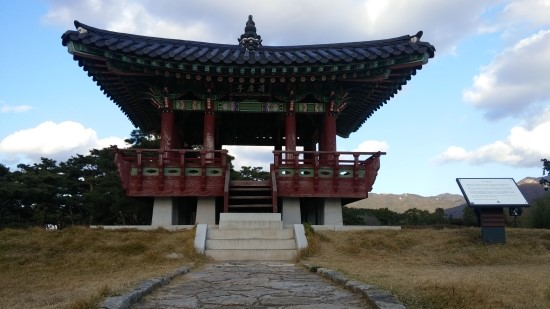
청허정
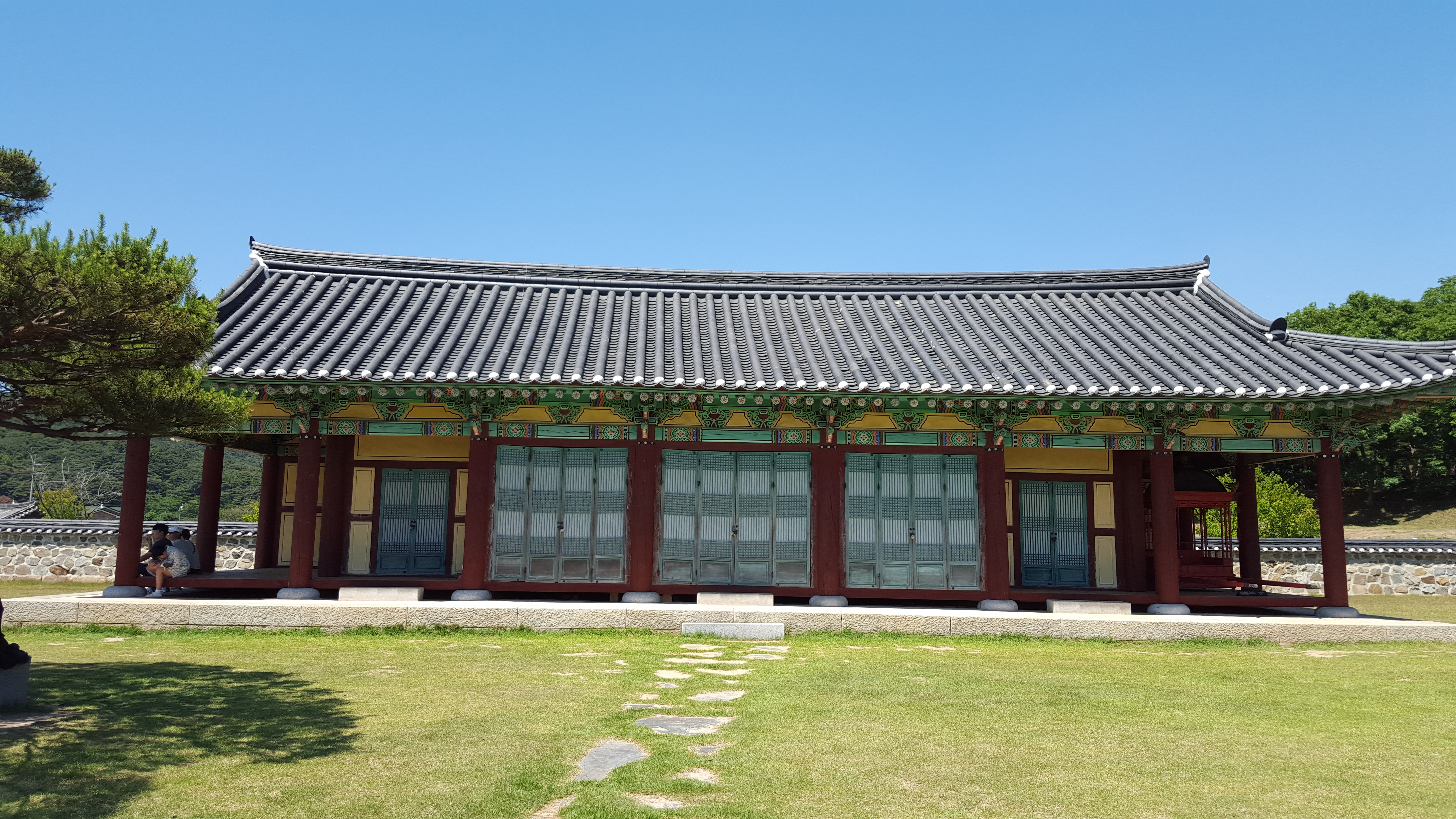
객사
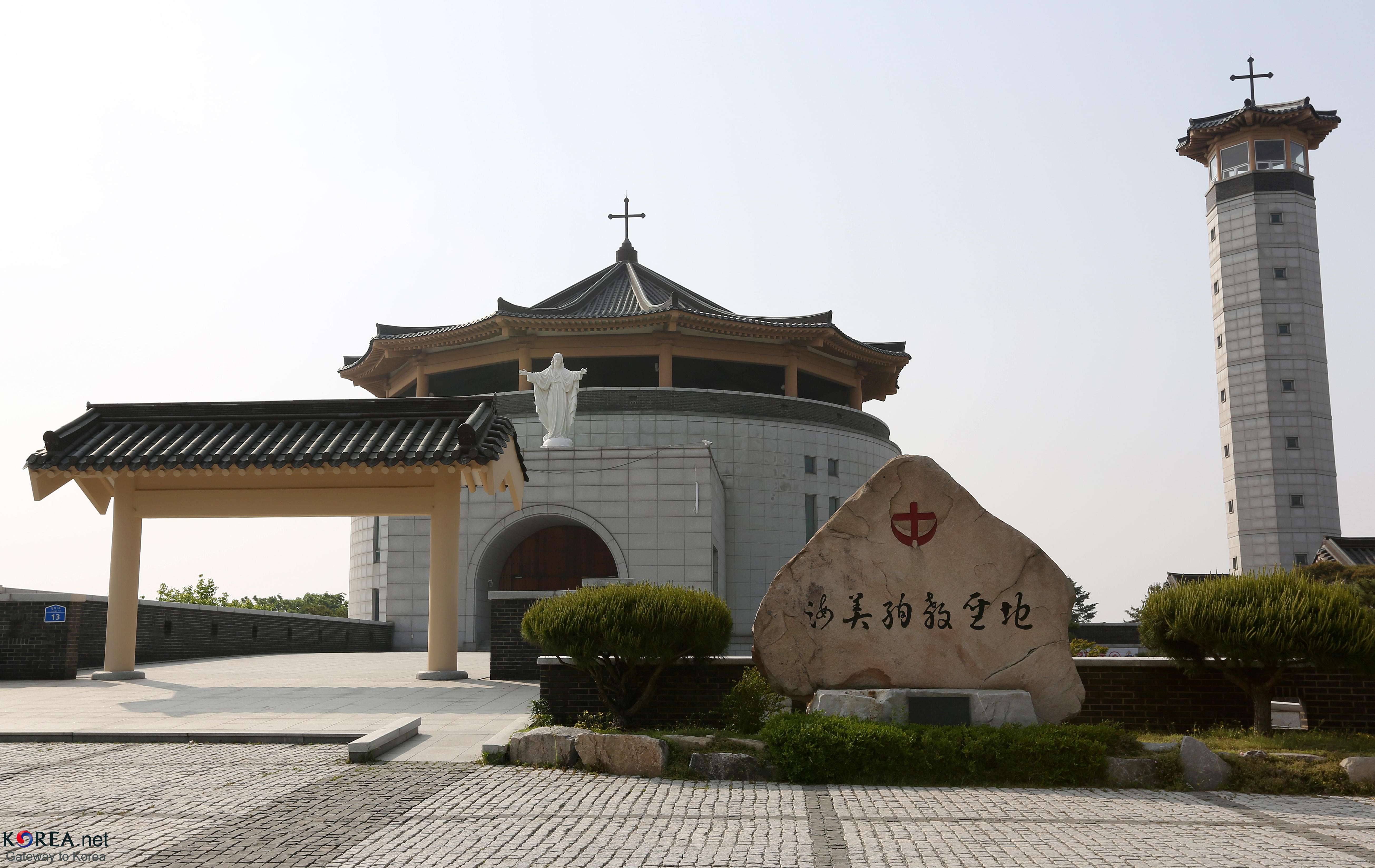
해미순교성지
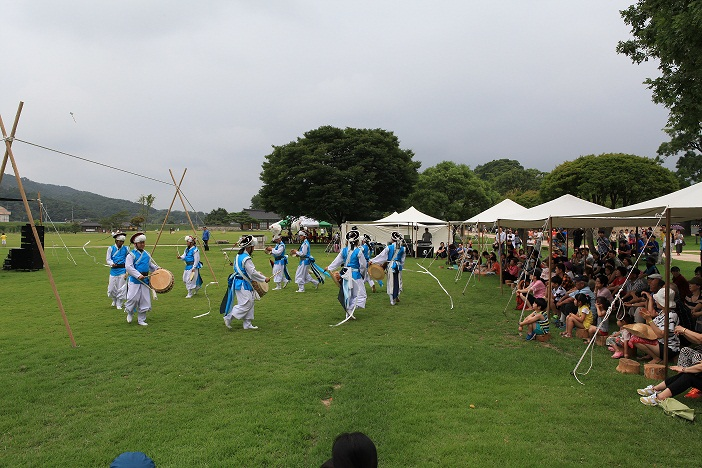
해미읍성 전통문화공연

## 같이 보기
- 서산 해미읍성 회화나무 (충청남도 기념물 제172호)
- 해미순교성지
- 해미읍성 역사체험축제
- 해미읍성 전통문화공연